# Itsuka
«Itsuka» es el primer DVD-sencillo de la banda japonesa GLAY. Fue lanzado el 5 de marzo de 2003.

## Posicionamiento
1. «Itsuka» videoclip
2. Making of Itsuka
3. Itsuka Jiro ver.
4. Itsuka Takuro ver.
5. Itsuka Teru ver.
6. Itsuka Hisashi ver.